# Železno (Žalec)
Železno (Duits: Eisenfeld) is een plaats in Slovenië en maakt deel uit van de gemeente Žalec in de NUTS-3-regio Savinjska. De plaats telde 247 inwoners op 1 januari 2020.

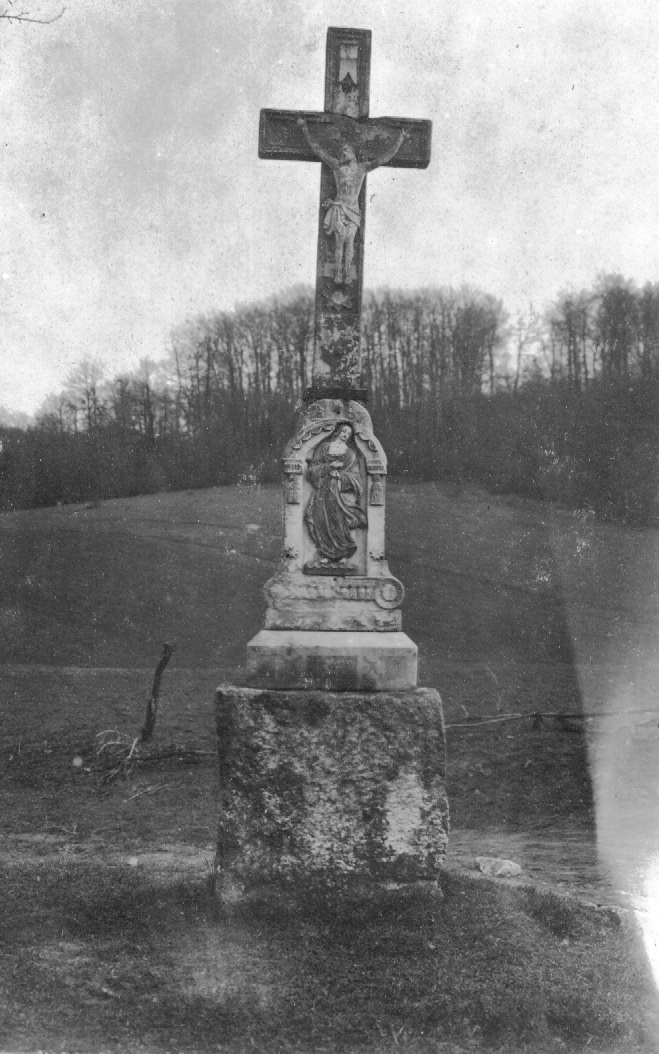
Kruisbeeld